# Kerem Bulut
Kerem Bulut (Sídney, Australia, 2 de marzo de 1992), es un futbolista australiano-turco que juega de delantero y su actual equipo es el Western Sydney Wanderers de la A-League de Australia.

## Selección nacional
Ha sido Internacional con la Selección de Australia Sub-23 en 2 ocasiones.

## Clubes
| Club                     | País            | Año         |
| ------------------------ | --------------- | ----------- |
| FK Mladá Boleslav        | República Checa | 2010 - 2013 |
| Akhisar Belediyespor     | Turquía         | 2013 - 2014 |
| Karşıyaka                | Turquía         | 2014        |
| Iraklis                  | Grecia          | 2015 - 2016 |
| Western Sydney Wanderers | Australia       | 2016 - Act. |

## Palmarés

### Campeonatos nacionales
| Título                     | Club           | País            | Año  |
| -------------------------- | -------------- | --------------- | ---- |
| Copa de la República Checa | Mladá Boleslav | República Checa | 2011 |

## Controversias
El 17 de noviembre de 2010, Bulut fue arrestado y el 18 de noviembre se enfrentó al Tribunal de Burwood acusado de una serie de presuntos delitos, entre ellos heridas dolosas con la intención de causar daños corporales graves; robo en empresa; participar en grupo delictivo; ayudar a la actividad delictiva, la refriega y la intimidación. Bulut, junto con Ahmad Nahle, Rashid Ramadan e Ismail Hadife conspiraron para intimidar a dos testigos de la corte. Nahle, Ramadan y Hadife y un muchacho de 16 años atacaron supuestamente a los hombres con cuchillos en un aparcamiento en Auburn en septiembre. Los hombres sufrieron graves heridas de arma blanca. Fueron apuñalados en la cabeza, el torso y la pierna. Las víctimas debían testificar contra Nahle, Ramadan y Hadife en el tribunal. 
Bulut presuntamente se enfrentó nuevamente a los hombres afuera de un club nocturno en George St en el centro de la ciudad. Más tarde, Bulut amenazó con aplastar la cabeza de la víctima después de un encuentro casual mientras conducía. Al juez le dijeron que Bulut era parte de una banda llamada Militantes de la Hermandad Musulmana. Las acciones de Bulut están directamente vinculadas a delitos previos cometidos por miembros de MBM que involucraron heridas a las mismas víctimas. Les robaron sus teléfonos móviles y carteras en Bondi Beach el 12 de noviembre. Se le concedió una fianza condicional y debía comparecer ante el tribunal nuevamente el 24 de enero de 2011. El 7 de abril de 2011, después de una audiencia judicial, Bulut le devolvió el pasaporte, lo que le permitió regresar a su club.Mladá Boleslav . Se esperaba que jugar como futbolista profesional en el extranjero lo ayudara a distanciarse aún más de las influencias negativas que lo rodean. 
En septiembre de 2011, el caso policial contra Bulut fue retirado después de que las víctimas no quisieran declarar en su contra. La policía dijo que sin la evidencia de la víctima hay pocas o ninguna posibilidad de un enjuiciamiento exitoso.